# Sergey Pogorelov
Sergey Valentinovich Pogorelov (em russo:  Серге́й Валентинович Погорелов; Volgogrado, 2 de junho de 1974 – 24 de abril de 2019) foi um handebolista da Rússia.
Nos Jogos Olímpicos de 2000, em Sydney, Sergey Pogorelov fez parte da equipe russa que sagrou-se campeã olímpica. Na edição seguinte, em Atenas 2004, conquistou a medalha de bronze.
Faleceu em 24 de abril de 2019 aos 44 anos de idade.